# Nymphon perlucidum
Nymphon perlucidum is een zeespin uit de familie Nymphonidae. De soort behoort tot het geslacht Nymphon. Nymphon perlucidum werd in 1881 voor het eerst wetenschappelijk beschreven door P.P.C. Hoek. 